# Birgit Henriksson
Birgit Kristina Henriksson, född Nilsson 25 november 1932 i Högbo församling i Gävleborgs län, död 29 september 2022 i Hallstahammar, var en svensk moderat politiker, som mellan 1988 och 1995 var riksdagsledamot för Västmanlands läns valkrets.